# Senaculum
Un senaculum (en plural, senacula) es un espacio, cubierto o a cielo abierto, usado en la época de la República romana, donde se reunían los senadores hasta que los magistrados que les habían convocado estimaban que alcanzaban el número suficiente para que pudiera empezar la reunión.
Se mencionan cuatro senacula en los textos antiguos en seis referencias procedentes de cinco autores diferentes: el de la Curia Hostilia, el del templo de Belona, el llamado ad Portam Capenam y un último situado sobre la colina Capitolina. Todos están relacionados directamente con un edificio delante del cual se reunía regularmente el Senado. 

## Función
Cuando un magistrado quería reunir al Senado, se instalaba sobre una silla curul delante de las puertas de la Curia y enviaba a los heraldos (praecones) por toda la ciudad para anunciar la reunión inminente. Cuando el quorum era suficiente, esto es, cuando el magistrado que había convocado a los senadores estimaba que eran suficientemente numerosos, estos últimos entraban en la Curia y tomaban asiento. A diferencia de la curia, el senaculum no es un lugar inaugurado. Los intercambios entre los senadores en ese lugar no tenían un carácter oficial, eran discusiones preliminares de los debates que se desarrollaban en la curia, espacio consagrado (templum). Según Valerio Máximo, a veces era necesario esperar que los senadores se reunieran en el senaculum dado que ellos se encontraban a menudo para debatir los asuntos de estado·.

El Senado asistía antes de ordinario en aquel lugar, que hasta hoy se llama también Senaculo. Ni esperaba juntarse por edicto, pero llamándole de allí luego venía a la sala de Ayuntamiento.

Pero Valerio Máximo parece exagerar esta tradición de los senadores a principios y mediados de la República de reunirse en el senaculum. Es más probable que se tratase de senadores de edad que no podían asumir un mando militar o trabajar en la propia ciudad. Reunirse en este espacio les permitía hacer valer su estatus importante y en el caso del senaculum de la Curia Hostilia, asistir a juegos ofrecidos en la explanada desde un lugar alto, en lugar de estar a nivel como el resto del Foro.

## Ubicación

### Senaculumde la Curia Hostilia
El senaculum de la Curia Hostilia, el más importante, se encontraba en las pendientes de la colina Capitolina, en las proximidades de la Graecostasis en el Comitium, delante del templo de la Concordia y la basílica Opimia (Senaculum supra Graecostasim, ubi aedis Concordiae et basilica Opimia)·. Este espacio a cielo abierto, que no tenía ninguna construcción y donde sólo el suelo estaba nivelado, desapareció con la reconstrucción y ampliación del templo de la Concordia bajo Tiberio.

### Senaculum ad Portam Capenam
Poco se sabe del segundo senaculum sólo que estaba situado no lejos de la puerta Capena, en el exterior del recinto serviano. Parece ser un lugar relacionado con el templo del Honor y la Virtud. Según Tito Livio, sirvió al menos en el año 215 a. C. durante la segunda guerra púnica, poco después de la batalla de Cannas. Al estar situado fuera de los límites del pomœrium, los magistrados encargados de un mando militar (cum imperio) podían reunirse a fin de participar en los debates.

### Senaculumdel templo de Belona
Un tercer senaculum (tertium senaculum) estaba situado en las cercanías del templo de Belona (citra aedem Bellonae), en el Campo de Marte. Se utilizó para que el Senado se reuniese para debatir problemas que no podían ser celebrados en el interior del pomœrium, hasta que se construyó la Curia de Pompeyo. Según Festo, el Senado recibía allí a los embajadores extranjeros.

### Senaculumdel Capitolio
Un cuarto senaculum se menciona solo por Tito Livio. Debía servir para reuniones anuales del Senado en el templo de Júpiter Capitolino.